# Bundesstrasse 226
Bundesstrasse 226 är en förbundsväg i Nordrhein-Westfalen, Tyskland. Vägen är omkring 43 kilometer och går ifrån Gelsenkirchen till Hagen via bland annat Bochum. Vägen är mest stadsgata.